# Леки крайцери тип „Раймондо Монтекуколи“
Раймондо Монтекуколи (на италиански: Raimondo Montecuccoli) са серия леки крайцери на италианския флот от времето на Втората световна война. Всичко от проекта за флота са построени 2 единици: „Раймондо Монтекуколи“ (на италиански: Raimondo Montecuccoli) и „Муцио Атендоло“ (на италиански: Muzio Attendolo). Серията се явява последващо развитие на – крайцерите от типа „Луиджи Кадорна“. Във военноморската литература са известни и като „Кондотиери C“ (Condottieri C).

## История на създаването
Леките крайцери от тази серия се строят по програмата 1930 – 1931 г. Те са опит да се създаде по-балансирани крайцери, отколкото корабите от двете първи серии („Condottieri“). За това увеличават размерите и водоизместимостта до 2000 тона, също чувствително са подобрени мореходността и защитата. В сравнение с предшествениците им, повече от 2,5 пъти нараства теглото на бронята (от 575 до 1350 t).
На изпитанията „Montecuccoli“ развива скорост до 38,7 възела (това е повече от контрактните 37 възела). Обаче при водоизместимост под стандартната, а мощността е над проектната с 18%. В хода на службата леките крайцери от тази серия с лекота поддържат ход от 34 възела.

## Име
Главният кораб получава името си в чест на италианеца граф Раймондо Монтекуколи – пълководец от XVII век на Свещената Римска империя.

## Конструкция
Приетата схема на брониране основно не се отличава от 1-ва и 2-ра серия „Condottieri“, но при това е съществено увеличена дебелината на нейните елементи. Външният брониран пояс достига 60 mm, а надлъжната предграда между крайните кули до 25 mm, така също е увеличена и дебелината на преградите на погребите до 30 mm. Още повече, обшивката на кораба над бронирания пояс, по цялата височина на борда, се създава с дебелина от 20 mm. При всичкото това усилване на вертикалната защита не се допълва с укрепване и на хоризонталната (палубата) – до 30 mm над пояса и до 20 mm по краищата. В резултат, леките крайцери от тази серия нямат зона на свободно маневриране под огъня на 203 mm оръдия и тясна такава зона под обстрел от 152 mm оръдия.
По сравнение с предшестващите серии италиански леки крайцери, остава неизменен състава и поместването на въоръженията. Промени има само с авиационния катапулт (ново разположение – между комините) и е той вече се върти частично (на ъгъл до 30° от диаметралната плоскост).
Също няма изменения в схемата за разположение на енергетичната установка, но при това е повишена мощността ѝ за компенсация на ръста във водоизместимостта. В полза на повишаване на живучестта на разтеглената енергетична установка всички парни котли са поместени в индивидуални котелни отделения (освен носовото котелно отделение №1 с два парни котела).

## История на службата
„Раймондо Монтекуколи“ е заложен на 1 октомври 1931 г., спуснат е на 2 август 1934 г., а влиза в строй на 30 юни 1935 г. На 4 декември 1942 г. е силно повреден от бомбите на американската авиация в Неапол, след което се ремонтира до средата на 1943 г. Отписан е от флота на 1 юни 1964 г.
„Муцио Атендоло“ е заложен на 10 април 1933 г., спуснат на 9 септември 1934 г., влиза в строй на 7 август 1935 г. През август 1942 г. е силно повреден от торпедо на английската подводница „Unbroken“, в резултат на взрива е откъснат носовият му край. По време на ремонта, в Неапол на 4 декември 1942 г., е потопен от бомбите на американската авиация.

## Оценка на проекта
„Condottieri“ 3-та серия се оказват доста по-удачни, по сравнение със своите предшественици. Двата кораба на дадената серия стават първите пълноцени леки крайцери на италианския кралски флот. Освен значителното подобряване на мореходността и защитата, крайцерите се отличават от предходните серии с мощната, добре усвоена и надеждна силова установка .

## Коментари
1. ↑  Всички данни са към юни 1940 г.